# Ambasada Kuwejtu w Polsce

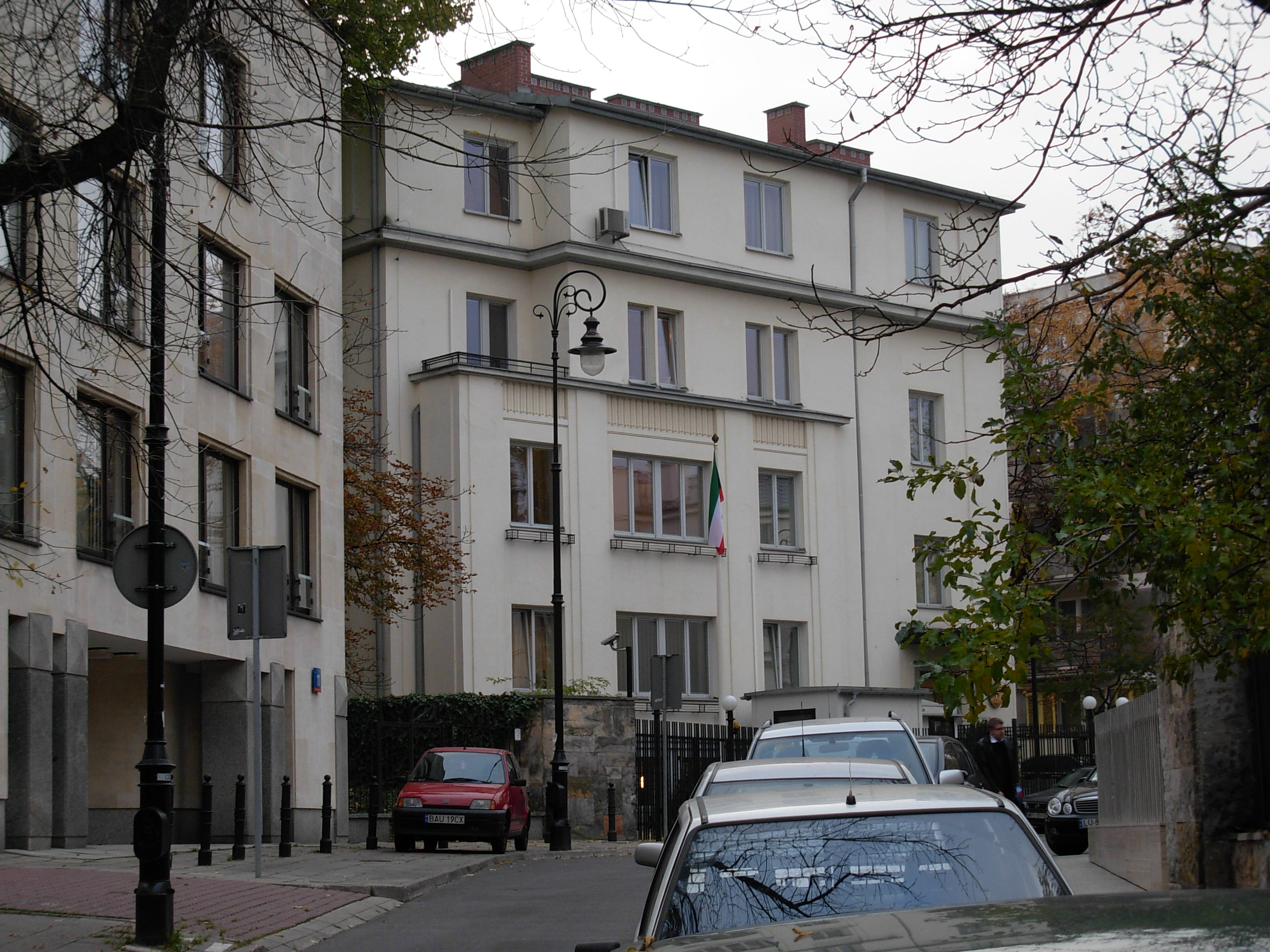
Dawna siedziba Ambasady Kuwejtu przy ul. Nullo (2004−2019)

Ambasada Kuwejtu w Polsce, Ambasada Państwa Kuwejt (arab. سفارة الكويت في بولندا) – kuwejcka placówka dyplomatyczna znajdująca się w Warszawie przy ul. Ignacego Krasickiego 26.

## Siedziba
Choć stosunki pomiędzy Polską a Kuwejtem nawiązano w 1963 i przez szereg lat ten kraj reprezentowała w Polsce ambasada w Moskwie (1965-2001), swoją placówkę w Warszawie Kuwejt otworzył w 2003. Początkowo mieściła się w hotelu Sheraton przy ul. Prusa 2, następnie przy ul. Franciszka Nullo 13 (2004-2019), a obecnie przy ul. Ignacego Krasickiego 26.